# Scopula kesslitzi
Scopula kesslitzi är en fjärilsart som beskrevs av Hirschke 1911. Scopula kesslitzi ingår i släktet Scopula och familjen mätare. Inga underarter finns listade.